# Santa Cecília de Voltregà
Santa Cecília de Voltregà és un municipi de la comarca d'Osona. Està situat al centre de la regió de l'Alt Ter. Aquest municipi formà part, a l'origen, de la demarcació senyorial del castell de Voltregà. Es troba dins del Voltreganès

## Geografia
- Llista de topònims de Santa Cecília de Voltregà (orografia: muntanyes, serres, collades, indrets…; hidrografia: rius, fonts...; edificis: cases, masies, esglésies, etc.).

És d'una extensió més aviat reduïda, de 8,57 km², i s'estén pel curs inferior de la riera de Sorreigs, a la vall que aquesta forma des de l'espectacular salt del Gorg Negre fins que troba la carretera de Barcelona a Puigcerdà, poc abans de prendre la direcció nord per a barrejar-se amb el riu Ter per la dreta. L'inici de la vall, en el seu sector oest es troba encaixat entre els cimals de la Tuta i de Santa Perpètua (795 m) i la serra de Sant Martí Xic o del castell de Voltregà (854 m); a mesura que el riu avança cap a llevant, la seva vall es va ampliant, fins a esbadiar-se en la Plana de Vic. Tota la vall és de grans bancals i terrasses, molt aptes per a l'agricultura, però la densitat més gran de masos i de poblament es troba al sector est del terme, a partir, sobretot, de l'església parroquial, que ha donat nom al terme.
El municipi no té cap nucli de poblament, i té com a centre l'església de Santa Cecília, situada a l'esquerra del riu, una mica enfilada. Una moderna carretera local, oberta a mitjan segle xx, l'enllaça amb la carretera de Barcelona a Puigcerdà, passat el km 74, a l'indret de Can Pantano.

## Història[calcitació]
El terme de Santa Cecília és documentat des del 997, i la seva parròquia és anomenada el segle xi Santa Cecília de Moixons (de Mocones), i cap al 1150 Santa Cecília de Galligans, noms d'antigues vil·les o grans propietats rurals, la darrera encara subsistent; però va prevaler el nom de Voltregà, és a dir, del castell que dominava sobre el terme.
L'església de Santa Cecília de Voltregà fou renovada i consagrada pels vots del 1095. Hi subsisteix bona part de l'edifici aixecat a la fi del segle xi, compost inicialment d'una nau amb tres absis i cúpula o cimbori, per bé que les reformes efectuades cap a la fi del segle xvii i en el curs del segle xviii l'han modificat molt i mutilat en els absis i la nau amb l'obertura de capelles, un arrebossat total i la típica transformació de l'època barroca.
Són molt pocs els trets característics del passat de Santa Cecília de Voltregà, petit terme governat sempre pels batlles del terme del castell o la baronia de Voltregà, el qual, després d'uns temps inicials de freqüents canvis de senyor, es va convertir definitivament en una baronia de la mitra de Vic d'ençà del 1379. Entre aquest any i el 1812 tots els batlles i administradors del terme foren designats pels bisbes de Vic.
El principi de la seva autonomia municipal data del 1782, quan la parròquia de Santa Cecília aconseguí del rei i dels bisbes de Vic de tenir un batlle propi, independent del batlle general de la baronia, que residia a la vila de Sant Hipòlit.
Entre els masos de més vitalitat podrien destacar-se els de Gallissans, Can Guiu, Maians o Serramitja, aquest darrer, senyorial casal residencial dels seus propietaris, els Ubarrechena d'Arbell.

## Què s'ha de visitar
L'indret més visitat del terme és el Gorg Negre, lloc de llegendes de bruixes i on es congrien, segons la dita popular, les pitjors tempestes de la Plana. És un gorg profund, excavat pel salt de la riera dels Sorreig, envoltat d'altes parets de roca i amb una petita cornisa de pedra que permet d'acostar-se fins al sallent. Comptà anys enrere amb alguns molins i una petita indústria tèxtil, que aprofitava l'aigua de la riera, però deixà de funcionar fa molts anys. Ara compta només amb granges d'explotació agropecuària i alguns restaurants de qualitat.

## Demografia
La demografia del terme fou sempre poc important, i es reduí a unes 11 o 12 famílies al llarg dels segles XIV-XVI. Entre aquestes, destaquen per la seva pervivència les dels masos del Prat, el Verdaguer, Gallissans, Maians, Can Guiu, el Torrent, les Codines, el Puig i la Serra. El 1686 el terme tenia 26 masies, i arribà a un màxim de 491 habitants el 1830, en els darrers temps es manté a la ratlla dels 200 habitants.
| 1497 f | 1515 f | 1553 f | 1717 | 1787 | 1857 | 1877 | 1887 | 1900 | 1910 |
| ------ | ------ | ------ | ---- | ---- | ---- | ---- | ---- | ---- | ---- |
| 14     | 9      | 11     | -    | 297  | 300  | 233  | 220  | 191  | 205  |

| 1920 | 1930 | 1940 | 1950 | 1960 | 1970 | 1981 | 1990 | 1992 | 1994 |
| ---- | ---- | ---- | ---- | ---- | ---- | ---- | ---- | ---- | ---- |
| 262  | 303  | 317  | 283  | 251  | 198  | 194  | 182  | 186  | 186  |

| 1996 | 1998 | 2000 | 2002 | 2004 | 2006 | 2008 | 2010 | 2012 | 2014 |
| ---- | ---- | ---- | ---- | ---- | ---- | ---- | ---- | ---- | ---- |
| 199  | 198  | 202  | 207  | 203  | 199  | 194  | 183  | 178  | 173  |

| 2016 | 2018 | 2020 | 2022 | 2024 | 2026 | 2028 | 2030 | 2032 | 2034 |
| ---- | ---- | ---- | ---- | ---- | ---- | ---- | ---- | ---- | ---- |
| 183  | 187  | 182  | 185  | 192  | -    | -    | -    | -    | -    |

## Geografia
- La Tuta 806,2 m.[1] 42° 0′ 6.256″ N, 2° 11′ 6.853″ E / 42.00173778°N,2.18523694°E (frontera amb Sant Bartomeu del Grau)